# Iris tubergeniana
Iris tubergeniana är en irisväxtart som beskrevs av Michael Foster. Iris tubergeniana ingår i släktet irisar, och familjen irisväxter. Inga underarter finns listade i Catalogue of Life.